# 芝居茶屋

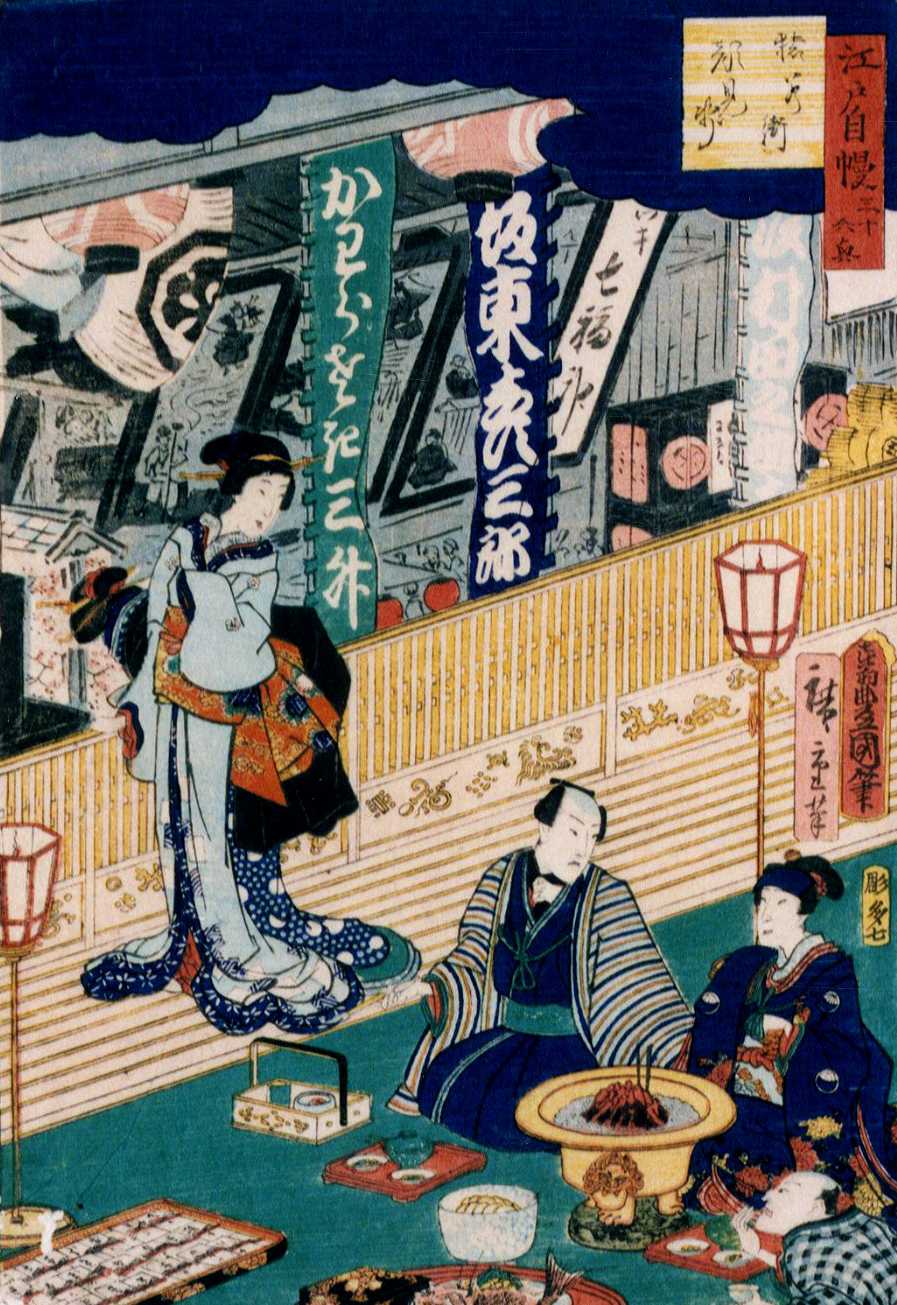
猿若町の芝居茶屋
----
高級芝居茶屋（大茶屋）の二階の様子。道を隔てて見える芝居小屋からは目と鼻の先にあったことがわかる。

芝居茶屋（しばい ぢゃや）とは、江戸時代の芝居小屋に専属するかたちで観客の食事や飲み物をまかなった、今で言う劇場のお食事処。その経営者や使用人のなかからは、後代に大名跡となる歌舞伎役者も生まれた。

## 概説
江戸時代の三都にはそれぞれいくつかの芝居町が存在したが、その中核を成したのが芝居小屋と、それに専属する芝居茶屋だった。芝居茶屋の食事は芝居見物の楽しみの一つで、この日ばかりは下は庶民から上は諸侯に至るまで、できる限りの大盤振る舞いをして各茶屋自慢の味を堪能した。こうした芝居茶屋のあらましや、出された献立などは、いくつかの日記や書簡にその詳細が書き残されており、往事の様子を偲ぶことができる。
明治時代の芝居茶屋について、山本夏彦は「芝居茶屋は華族や銀行頭取の夫人が役者や力士を買う場所である」と書いた。芝居茶屋の娘は素人でも玄人でもなく、例えば本郷座前の芝居茶屋の娘は俳優の伊井蓉峰の贔屓であると同時に小山内薫を情人にしていた。その小山内は二代目左団次とともに新劇運動を起こし、芝居茶屋全廃のため劇場を椅子式にした。

## 種類と規模
一口に芝居茶屋といっても、そこにはピンからキリまでさまざまな種類のものがあった。江戸の芝居町ではこれを、規模や格式などをもとに、以下のように分類していた：
大茶屋（おおぢゃや）
芝居小屋内の一角、または隣接地・向い合わせに位置し、座敷や調度品を備えて、諸侯や富裕層を歓待した。今日の料亭に近い、高級食事処である。
小茶屋（こぢゃや）
芝居小屋にほど近い地に位置し、簡単な店構えで庶民を迎え入れた。今日の小料理屋から定食屋に近い、中級料理屋から一般向け食事処である。
出方（でかた）
小茶屋のなかには、接客用の店構えのない仕出し専門のものもあり、こうした茶屋では出方とよばれる接客業者を専属で抱えていた。出方は訪れた観客を座席まで案内したり、仕出し茶屋でこしらえた小料理・弁当・酒の肴などを座席に運んだりした。
明和年間 (1764–71) の記録によると、堺町・葺屋町の芝居町では、中村座が大茶屋16軒と小茶屋15軒を従え、市村座が大茶屋10軒と小茶屋15軒を従え、一方木挽町の芝居町では、森田座が大茶屋7軒を従えて、それぞれ盛況だったという。

## 歌舞伎役者を輩出

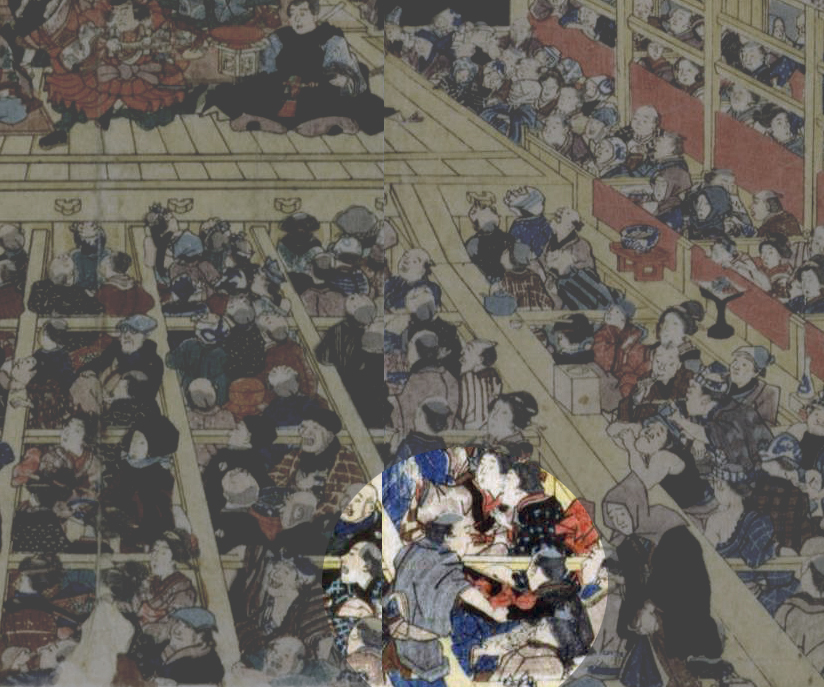
出方（安政年間の江戸市村座）

芝居茶屋や出方は、専属する芝居小屋と密接な関係にあった。このため自然その子弟が芝居小屋に出入りするようになり、そうした者のなかには芸に目覚てそのまま役者になってしまう者も珍しくはなかった。こうした役者が新たに選んだ歌舞伎屋号は、その多くが実家の芝居茶屋や出方の屋号を転用したものだった。
後代になると、さまざまな事情により、歌舞伎の門閥の方から芝居小屋の方に逆に養子を送り込んでくるという事例も出てくる。
こうしてできた名跡のなかには、大名跡として今日にまで連綿とその名が続いているものも少なくない。

以下は芝居茶屋や出方と関わりのあった代表的な歌舞伎役者。
- 八代目市村羽左衛門
  - 茶屋の屋号： 菊屋
  - 役者の屋号： 菊屋
  - 背景の事情： 江戸市村座の芝居茶屋・菊屋善兵衛の三男として生まれる。母が五代目市村宇左衛門の姉だった縁で市村座の座元（所有権）を継承、のちに役者にも転じて八代目市村宇左衛門を襲名した。八代目は実家の屋号をそのまま借用したほか、名跡「市村宇左衛門」の字をあらためて「市村羽左衛門」としている。

- 四代目市川團十郎
  - 茶屋の屋号： 和泉屋
  - 役者の屋号： 高麗屋（旧名の二代目松本幸四郎として）→  成田屋（四代目市川團十郎として）
  - 背景の事情： 江戸中村座の芝居茶屋・和泉屋勘十郎の子として生まれる（ただし実は二代目市川團十郎の実子だったともいう）。その後初代松本幸四郎の養子となり二代目松本幸四郎を襲名。さらに二代目市川團十郎の養子となって四代目市川團十郎を襲名した。

- 初代尾上菊五郎
  - 茶屋の屋号： 音羽屋（出方）
  - 役者の屋号： 音羽屋
  - 背景の事情： 京の都萬太夫座（みやこ まんだゆう ざ）の芝居茶屋の出方を営んでいた音羽屋半平の子として生まれる。その後女形として京で名を挙げ、初代尾上菊五郎を襲名した。屋号に選んだ「音羽屋」は、実家の屋号を転用したものである。

- 六代目市川團十郎
  - 茶屋の屋号： 和泉屋
  - 役者の屋号： 成田屋
  - 背景の事情： 五代目市川團十郎の実子だが、庶子だったため、いったん五代目の従弟にあたる中村座の芝居茶屋・和泉屋勘十郎の養子となり、後改めて五代目團十郎の養子となって市川宗家を継いだ。

- 五代目澤村宗十郎
  - 茶屋の屋号： 泉屋
  - 役者の屋号： 紀伊國屋
  - 背景の事情： 市村座の芝居茶屋・泉屋の出方を営む濱崎長吉の子として生まれる。 四代目澤村宗十郎の門人として芸を磨き、のち宗家を継承して五代目澤村宗十郎を襲名した。

- 初代實川延若
  - 茶屋の屋号： 河内屋
  - 役者の屋号： 河内屋
  - 背景の事情： 大坂の大工の子として生まれ、三歳のとき芝居茶屋・河内屋庄兵衛の養子となる。のち二代目實川額十郎の門人となり、さらに四代目尾上菊五郎に認められて養子となり尾上梅幸を襲名、音羽屋の後継者に擬せられる。しかし養父の死後尾上家から離縁されたため、大坂に戻って師匠・額十郎の俳名だった延若を名乗り、初代實川延若を襲名した。この際、師匠の屋号「井筒屋」は使わずに、あえて実家の屋号「河内屋」を転用した。

- 初代市川右團次
  - 茶屋の屋号： 鶴屋
  - 役者の屋号： 鶴屋 → 高嶋屋
  - 背景の事情： 四代目市川小團次の実子として生まれたが、すでに小團次には養子の初代市川左團次がおり、これをあえて役者にする気はなかった。そこで生後間もなく大坂道頓堀の芝居茶屋・鶴屋に丁稚奉公に出されるが、実際は体よく養子に出されたようなものだった。しかし成長しても商いには興味を示さず、芝居の真似事ばかりしていたので実家に追い返され、晴れて役者に転身。のち初代市川右團次を襲名する際に屋号に選んだ「鶴屋」は養育家の屋号を転用したもの。やがて実家の屋号「高島屋」に改めることにしたが、養兄初代左團次や異母弟の五代目小團次に遠慮して、｢島」の字を「嶋」に差し替え「高嶋屋」とした。

- 三代目澤村田之助
  - 茶屋の屋号： 紀伊國屋
  - 役者の屋号： 紀伊國屋
  - 背景の事情： 五代目澤村宗十郎の次男として生まれる。天才女形として三代目澤村田之助を襲名、翌年には16歳にして立女方となるなど、化政期における女形の第一人者だったが、間もなく舞台上の事故から脱疽を患い四肢を切断、役者引退を余儀なくされた。引退後は芝居茶屋・紀伊國屋を立ち上げてその経営にあたり、明治初年にはこれを芝居小屋・澤村座に発展させている。

- 二代目河原崎権十郎
  - 茶屋の屋号： 山崎屋
  - 役者の屋号： 山崎屋
  - 背景の事情： 日本橋喜昇座の芝居茶屋・山崎屋の子として生まれる。九代目市川團十郎の門人として役者になり、後に十一代目片岡仁左衛門の門人となって大坂で修業。帰京の後師匠・九代目團十郎の前名を継承して二代目河原崎権十郎を襲名した。

- 五代目中村時蔵をはじめ小川家一門
  - 茶屋の屋号： 萬屋
  - 役者の屋号： 播磨屋 → 萬屋
  - 背景の事情： 三代目中村歌六の妻は、市村座の芝居茶屋・萬屋を営む小川吉右衛門の娘・かめだった。三代目歌六（本名：波野時蔵）には、小川かめとの間に三男（このうち成長したのは初代中村吉右衛門｟本名：波野辰次郎｠と三代目中村時蔵｟本名：小川米吉郎｠の二人）を、妾の山本ろくとの間に十七代目中村勘三郎（本名：波野聖司）を儲けた。真ん中の三代目時蔵はどうした訳か母の実家に愛着があり、自ら母方の姓・小川を名乗ったばかりか、父方の「播磨屋」から独立して新たに一家を起したいと考えていたが、生前それは実現しなかった。しかし1971年、四男の初代中村錦之助（のちの萬屋錦之介）をはじめとする小川家一門が「播磨屋」から独立。新たに「萬屋」を立てこれを名乗った。